# Lauritz Weibull
Lauritz Ulrik Absalon Weibull (født 2. april 1873, død 2. december 1960) var svensk historiker.
Lauritz Weibull var søn af historieprofessoren Martin Weibull og sammen med broderen Curt Weibull var han med til at indføre den moderne kildekritik i det svenske historikermiljø. Han blev 1894 Fil. Kand., 1899 Fil. Lic. og 1900 Fil.Dr. fra Lunds Universitet. Han var ansat ved landsarkivet i Lund 1903–1919 og professor ved Lunds Universitet 1919-1938.
Foruden introduktionen af moderne kildekritik var også dekonstruktionen af tidligere svensk historieskrivnings nationale tendens et kerneområde for både Lauritz og Curt Weibull. Det blev i særlig grad Skånelandenes historie, der blev underkastet undersøgelser. Emnevalget var tydeligvis inspireret af faderen, og Lauritz grundlagde da også sammen med denne Historisk Tidskrift för Skåneland, der blev udgivet 1901-1921. Senere grundlagde han og broderen tidsskriftet Scandia i 1928, som han var redaktør for til 1957.
Den 8. december 1916 blev Lauritz medlem af Det kongelige danske Selskab for Fædrelandets Historie, 1929 æresdoktor ved Københavns Universitet og 1940 medlem af det danske Videnskabernes Selskab. Forbindelsen til Danmark var temmelig naturlig på baggrund af Lauritz emnevalg, men også venskabet fra 1907 med den danske historiker Erik Arup har uden tvivl styrket båndet.

## Forfatterskab
- Diplomatarium dioecesis Lundensis. Lunds ärkestifts urkundsbok, bind 3-6, Lund 1900-1939
- Kritiska undersökningar i Nordens historia omkring år 1000 1911
- Historisk-kritisk metod och nordisk medeltidsforskning 1913
- Stockholms blodbad 1928
- Nekrologierna från Lund, Roskildekrönikan och Saxo 1928
- Unionsmötet i Kalmar 1397 jämte följdskrifter 1930-1931
- "Upptäckten av den skandinaviska Norden" (Scandia, Vol 7, Nr 1 (1934); s. 107)

### På internettet
- "Till Landskrona äldre historia" (Historisk tidskrift för Skåneland, Bind 1, nr 1 (1901), s. 86-105)
- "Malmö stads medeltida sigiller" (Historisk tidskrift för Skåneland, Bind 1, nr 3 (1901), s. 150-152)
- "Halmstads rådhusarkiv 1307—1645" (Historisk tidskrift för Skåneland, Bind 1, nr 4 (1901), s. 153-174)
- "Efter Roskilde fred" (Historisk tidskrift för Skåneland, Bind 1, nr 4 (1901), s. 175-253)
- "Gustaf Vasa om biskopligt stånd och Stockholms blodbad" (Scandia, Bind 1, nr 2 (1928), s. 1-83) Arkiveret 18. maj 2022 hos  Wayback Machine
- "De gamle nordbornas väderstrecksbegrepp" (Scandia, Bind 1, nr 2 (1928),) Arkiveret 18. maj 2022 hos  Wayback Machine
- "Nekrologierna från Lund, Roskildekrönikan och Saxo" (Scandia, Bind 1 (1928), s. 84-112) Arkiveret 18. maj 2022 hos  Wayback Machine
- "Tyre Danmarkar bot" (Scandia, Bind 1, nr 1 (1928), s. 187-202) (Webside ikke længere tilgængelig)
- "Carl XII:s död" (Scandia, Bind 2, nr 2 (1929), s. 229-274) Arkiveret 7. februar 2022 hos  Wayback Machine
- "Kristian Erslev och Stockholms blodbad" (Scandia, Bind 3 (1930), s. 117-139)
- "Unionsmötet i Kalmar 1397" (Scandia, Bind III (1930), s. 185-222)
- "1397 års unionsbrev och dess rättsgiltighet" (Scandia, Bind 4, nr 1 (1931), s. 115-142) Arkiveret 18. maj 2022 hos  Wayback Machine
- "Geo-etnografiska inskott och tankelinjer hos Adam av Bremen" (Scandia, Bind 4, nr 2 (1931), s. 210-223) (Webside ikke længere tilgængelig)
- "En samtida berättelse från Clairvaux om ärkebiskop Eskil av Lund" (Scandia, Bind 4, nr 2 (1931), s. 270-290) Arkiveret 18. maj 2022 hos  Wayback Machine
- "»Sancte Trinitatis söndag nu var»" (Scandia, Bind 4, nr 2 (1931), s. 291-294) Arkiveret 18. maj 2022 hos  Wayback Machine
- "Saxo inför Bestyrelsen av Det danske Sprog- og Litteraturselskab" (Scandia, Bind 9, nr 2 (1936), s. 257-300) Arkiveret 18. maj 2022 hos  Wayback Machine
- "Vesterås riksdag 1527" (Scandia, Bind 10, nr 1 (1937), s. 76-128) Arkiveret 18. maj 2022 hos  Wayback Machine
- "Didrik Slaghæk efter Stockholms blodbad" (Scandia, Bind 10, nr 2 (1937), s. 165-190) Arkiveret 18. maj 2022 hos  Wayback Machine
- "Påven Alexander III:s septemberbrev till Norden" (Scandia, Bind 13, nr 1 (1940), s. 90-98) Arkiveret 18. maj 2022 hos  Wayback Machine
- "Tiden för Absalons tillträde till ärkebiskopsdömet Lund" (Scandia, Bind 13, nr 1 (1940), s. 99-107) Arkiveret 18. maj 2022 hos  Wayback Machine
- "Fredsfördragen mellan frankerna och danerna 811 och 813" Scandia, Bind 13, nr 2 (1940), s. 141-150) Arkiveret 18. maj 2022 hos  Wayback Machine
- "Ansgarii skrift om den påvliga legationen över Norden" (Scandia, Bind 13, nr 2 (1940), s. 151-157) Arkiveret 18. maj 2022 hos  Wayback Machine
- "Ärkebiskop Eskil av Lund och klostret St. Victor i Paris" (Scandia, Bind 13, nr 2 (1940), s. 158-170) Arkiveret 18. maj 2022 hos  Wayback Machine
- "S:ta Maria i Evesham och s:t Knut i Odense" (Scandia, Bind 13, nr 2 (1940), s. 196-205) Arkiveret 18. maj 2022 hos  Wayback Machine
- "Kimbrernas boplatser" (Scandia, Bind 13, nr 2 (1940), s. 284-287) (Webside ikke længere tilgængelig)
- "Ringstedklostrets privilegier 1135-1225" (Scandia, Bind 14, nr 1 (1941), s. 57-73)
- "Ansgarius" (Scandia, Bind 14, nr 2 (1941), s. 186-199)
- "Tiden för de skånska och sjælländska kyrkolagernas tillkomst" (Scandia, Bind 15, nr 1 (1943), s. 19-31)
- "Abbot Wilhelm av Æbelholts brev till dominus Petrus" (Scandia, Bind 15, nr 1 (1943), s. 32-40)
- "Valdemar I:s privilegium för Tommarps kloster" (Scandia, Bind 15, nr 1 (1943), s. 86-94)
- "En fortida utvandring från Gottland" (Scandia, Bind 15, nr 2 (1943), s. 267-276)
- "Påven Alexander III i Compiégne 1165" (Scandia, Bind 16, nr 1 (1944), s. 85-89)
- "Gustaf II Adolfs räddare vid Vittsjö" (Scandia, Bind 16, nr 1 (1944), s. 90-95)
- S:t Knut i Österled" (Scandia, Bind 17, nr 1 (1946), s. 84-101)
- "Diplomatarium danicum. Tiden intill år 1201" (Scandia, bind 29 (1963), nr 2) Arkiveret 18. maj 2022 hos  Wayback Machine